# افق (فیلم)
افق فیلمی به کارگردانی و نویسندگی رسول ملاقلی‌پور محصول سال ۱۳۶۷ است. داستان فیلم در مورد حملهٔ نیروهای ایرانی به اسکلۀ راداری الامیه عراق می‌باشد.

## بازیگران
- جهانبخش سلطانی
- سیدجواد هاشمی
- مهرزاد نوشیروانی
- علی داروییان
- حمید صالحین
- حبیب الهیاری
- حیدر خان‌بابایی
- سیدعلی سجادی حسینی
- رضا قلی‌پور
- فرهنگ حسینی
- اکبر محمدی
- اکبر شیرازی
- حسن یمنی‌نژاد
- امید فردوس